# Episodi di Rake (prima stagione)
La prima stagione della serie televisiva Rake è stata trasmessa sul canale australiano ABC1 dal 4 novembre al 23 dicembre 2010.
In Italia la serie è ancora inedita.
| nº | Titolo originale | Titolo italiano | Prima TV AUS     | Prima TV in italiano |
| -- | ---------------- | --------------- | ---------------- | -------------------- |
| 1  | R v Murray       |                 | 4 novembre 2010  |                      |
| 2  | R v Marx         |                 | 11 novembre 2010 |                      |
| 3  | R v Dana         |                 | 18 novembre 2010 |                      |
| 4  | R v Lorton       |                 | 25 novembre 2010 |                      |
| 5  | R v Chandler     |                 | 2 dicembre 2010  |                      |
| 6  | R v Langhorn     |                 | 9 dicembre 2010  |                      |
| 7  | R v Tanner       |                 | 16 dicembre 2010 |                      |
| 8  | R v Corella      |                 | 23 dicembre 2010 |                      |